# Fara Vicentino
Fara Vicentino es un municipio italiano de 3.810 habitantes de la provincia de Vicenza (región de Véneto).

## Demografía
| Gráfica de evolución demográfica de Fara Vicentino entre 1861 y 2001 |
|                                                                      |
| fuente ISTAT - elaboración gráfica a cargo de Wikipedia              |